# Coleophora bivittella
Coleophora bivittella é uma espécie de mariposa do gênero Coleophora pertencente à família Coleophoridae.